# Big Brain Academy (серія)
Big Brain Academy — це серія відеоігор-головоломок⁣, розроблена та видана Nintendo. Подібно до серії Brain Age, у кожній грі є низка завдань, призначених для перевірки, вимірювання та вдосконалення розумових навичок гравця. Перші дві гри були випущені під брендом Touch! Generations, який відтоді більше не використовується.
У кожній грі є персонаж, якого звуть Доктор Лоуб, директор Академії Великого Мозку, який є гідом для гравців.

## Відеоігри
| 2005 | Big Brain Academy |
| 2006 |                   |
| 2007 | Wii Degree        |
| 2008 |                   |
| 2009 |                   |
| 2010 |                   |
| 2011 |                   |
| 2012 |                   |
| 2013 |                   |
| 2014 |                   |
| 2015 |                   |
| 2016 |                   |
| 2017 |                   |
| 2018 |                   |
| 2019 |                   |
| 2020 |                   |
| 2021 | Brain vs. Brain   |

У кожній грі серії гравцям пропонується виконати тести, у яких вони повинні відповісти на запитання або розв'язати головоломки в стилі мініігор, щоб обчислити та виміряти «масу» та «вік» свого мозку. Мініігри призначені для перевірки пам’яті, логіки, математики й аналізу гравців, і кожну з них можна завершити менш ніж за хвилину. Деякі завдання, які з’явилися в кількох іграх серії, включають виявити відмінності між зображеннями, упорядкування чисел від найменшого до найбільшого та повторення заданого порядку. Компонент багатокористувацької гри також був доступний у кожній грі серії Big Brain Academy, однак гра для Nintendo DS підтримує лише локальну гру.

### Big Brain Academy
Big Brain Academy була випущена в Японії для Nintendo DS 30 червня 2005 року, а згодом і в інших регіонах влітку 2006 року.

### Big Brain Academy: Wii Degree
Big Brain Academy: Wii Degree, відома як Big Brain Academy for Wii у регіонах PAL, була випущена для Wii 26 квітня 2007 року в Японії та пізніше 11 червня 2007 року в Північній Америці. Гра використовує Wii Remote як покажчик і використовує аватарів Mii та служби WiiConnect24 для багатокористувацької онлайн-гри та обміну результатами.

### Big Brain Academy: Brain vs. Brain
Big Brain Academy: Brain vs. Brain це нова частина серії, яка є першою випущеною за чотирнадцять років, для Nintendo Switch 3 грудня 2021 року. У грі використовуються переваги портативної системи, як-от сенсорний екран, а також підтримується режим док-станції для традиційної гри.

## Рецензії
Ігри серії Big Brain Academy отримали від змішаних до позитивних відгуків від критиків, серію хвалили за багатокористувацькі компоненти та прихильно порівнювали з іншими іграми під брендом Touch! Generations, Brain Age. Перші дві гри отримали «Подвійну платину» від Асоціації інтерактивних розваг Великої Британії.

## Настільна гра
Big Brain Academy Board Game, настільна гра, створена University Games на основі оригінальної версії гри для Nintendo DS, була випущена у 2007 році.